# Torre Ciudadana
La Torre Administrativa del Gobierno del Estado, también conocida como Torre Ciudadana, es el séptimo edificio más alto del estado mexicano de Nuevo León, ubicado en la ciudad de Monterrey. Este rascacielos se encuentra ubicado a un costado del Paseo Santa Lucía. El proyecto fue financiado con fondos públicos y alberga oficinas del gobierno estatal.

## Dimensiones
- Su altura es de 180 metros y tiene 34 pisos.
- El área total del edificio es aproximadamente de 61,000 m² de espacios de oficina.

## Detalles importantes
- Su construcción comenzó en octubre de 2007 y finalizó en marzo de 2010.
- Su uso es para oficinas públicas de gobierno.
- Cuenta con una capacidad para albergar hasta más de 4,000 personas y tiene un estacionamiento para 3 mil autos.
- La Torre Ciudadana fue construida en un terreno ubicado en la colonia Obrera, frente al Parque Fundidora, y exigió una inversión estimada de 1,000 millones de pesos que fueron aportados por inversionistas privados a través de un esquema financiero público-privado denominado PPS (Programa de Prestación de Servicios).
- La construcción y la obra estuvieron a cargo de la Coordinación de Proyectos Estratégicos Urbanos del Estado de Nuevo León.
- El financiamiento estuvo a cuenta de los recursos que actualmente el Gobierno del Estado eroga por concepto de rentas de sus oficinas, un gasto que asciende a 57 millones de pesos anuales, además de los ingresos que el propio edificio generara con el alquiler de locales y el cobro del estacionamiento.
- La obra consiste en dos edificios: uno de tres pisos para atención ciudadana y otro de 34 niveles para albergar las oficinas de 22 diferentes dependencias gubernamentales. Anteriormente, estas dependencias se encontraban ubicadas en instalaciones rentadas y representaban un gasto anual cercano a los 70 millones de pesos.
- Los materiales de construcción que se usaron en el edificio fueron: cristalería en la estructura del edificio, concreto y acero.
- Es considerado un edificio inteligente, debido a que el sistema de luz es controlado por un sistema llamado B3, al igual que el de la Torre Monterrey, Torre Reforma, Torre Mayor, Reforma 222 Centro Financiero, Torre Ejecutiva Pemex, World Trade Center México, Torre Altus, Arcos Bosques, Arcos Bosques Corporativo, Torre Latinoamericana, Edificio Reforma 222 Torre 1, Haus Santa Fe, Edificio Reforma Avantel, Residencial del Bosque 1, Residencial del Bosque 2, Torre del Caballito, Torre HSBC, Panorama Santa Fe, City Santa Fe Torre Amsterdam, Santa Fe Pads, St. Regis Hotel & Residences, Torre Lomas, entre otros.

## Usos públicos
- Tiene 5 niveles de estacionamiento.
- Su uso es principalmente para dependencias de gobierno.

## Datos clave
- Altura: 193 m
- Espacio de oficinas: 61,007 m²
- Número de elevadores: 8 de alta velocidad, que se mueven a una velocidad de 6.3 metros por segundo.
- Número de plantas: 36 pisos
- Rango (mayo de 2016): 
  - En Monterrey: 2º lugar
  - En el área metropolitana de Monterrey: 2º lugar
  - En México: 11º lugar
  - En Latinoamérica: 27º lugar (2013)

## Imágenes del Pabellón Ciudadano
- Datos: Q6150092
- Multimedia: Torre Ciudadana / Q6150092